# Трафальгар (мис)
Трафальґар (ісп. Cabo Trafalgar [ˈkaβo tɾafalˈɣaɾ]) — мис у південно-західній частині Іспанії у провінції Кадіс.
Знаходиться на узбережжі Атлантичного океану, північнозахідніше Гібралтарської протоки. Назва мису має арабське походження і у сучасній вимові є спотворенням 'Tarf al-Gharb' (араб. طرف الغرب), що означає 'Західний Мис' або 'Мис Заходу'.
1805 року поблизу цього мису відбулася одна з найважливіших морських битв Наполеонівського періоду між англійським королівським флотом і франко-іспанським флотом.

## Маяк
На мисі є 34-метровий маяк (51 метр над рівнем моря). Маяк побудований в 1860 році. Світло маяка видно за 22 милі. Міжнародний номер D-2406.

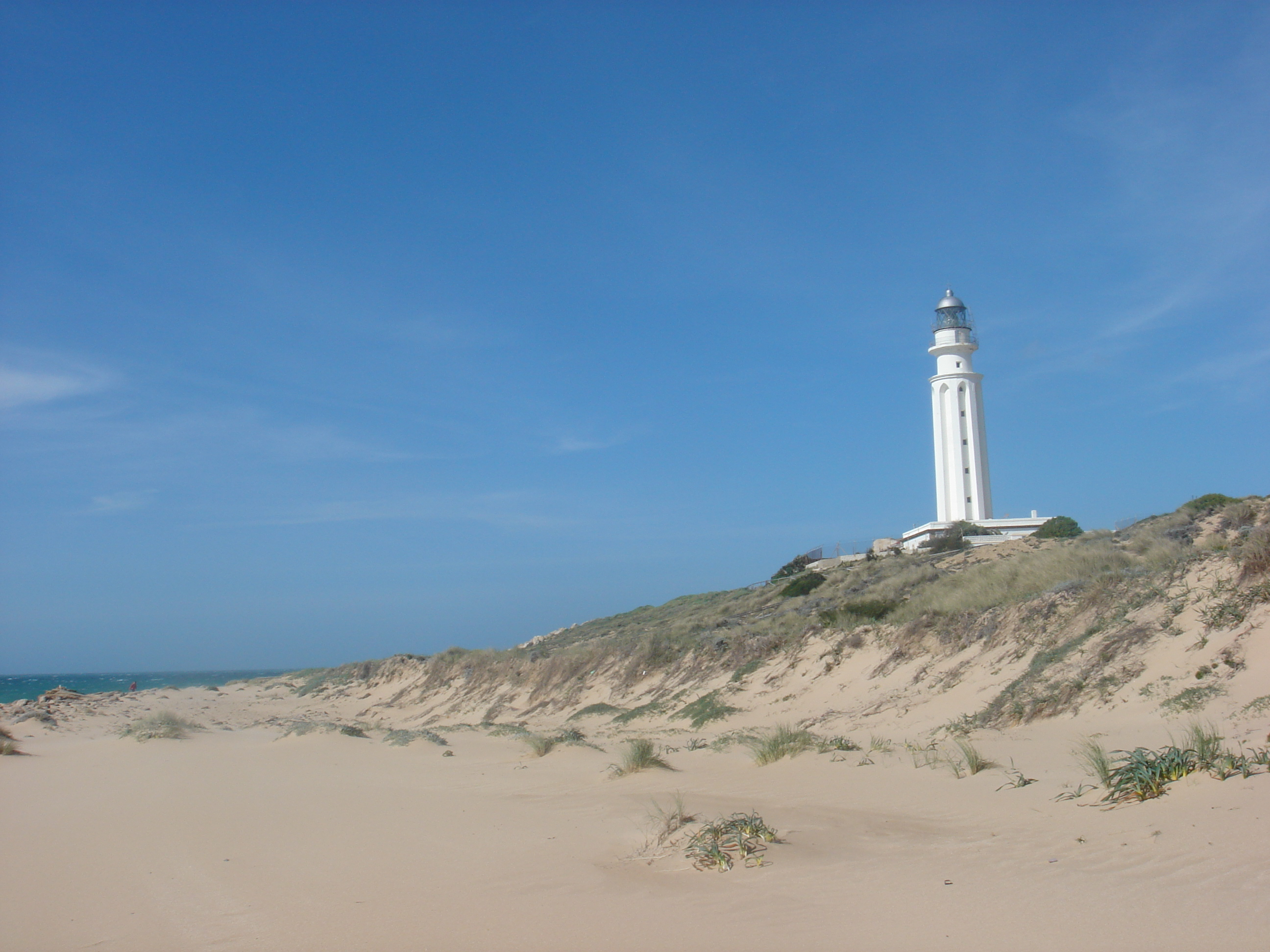
Маяк на мисі Трафальґар